# 晋城博物馆
晋城博物馆，原名晋城市古建筑艺术博物馆，位于中国山西省晋城市城区凤台东街1263号，现为国家二级博物馆。博物馆自2010年9月起闭馆，2014年10月1日重新开馆。晋城博物馆馆藏文物超过两万件，其中珍贵文物达230件（套）。

## 历史
1985年，晋城建市，同年晋城博物馆开始筹备工作。2000年，晋城博物馆新馆建设工程立项，2001年5月开始建设，2002年12月28日开馆，新馆占地16,000平方米，建筑面积10,282平方米，有十个展厅，总投资达3,887万元人民币。2009年4月1日，晋城博物馆开始免费对外开放。同年5月，晋城博物馆被评为首批国家二级博物馆。2010年9月，博物馆由于没有消防车通道而闭馆。然而，闭馆后改造工程并未能如期开始。据媒体报道，2012年底时改造工程还没有动工，消防车道改造预计花费100万元，晋城市政府仅拨款60万元用于屋顶维修。两年多的时间内，晋城博物馆只能在外办流动展览。
2013年，晋城博物馆维修改造工程被列入2013年晋城市政府投资类市级重点工程。因施工不力，年末晋城市纪委发出通报，对晋城博物馆维修改造工程建设中工作失职的5名相关责任人分别给予了纪律处分和组织处理。2014年9月25日，改造工程完工，10月1日开始向公众开放。

## 藏品
晋城博物馆馆藏文物超过两万件，国家一级文物4件，国家二级文物83件，国家三级文物143件。馆藏的陶俑、明清琉璃侍俑、明器为富有地方特色的藏品。

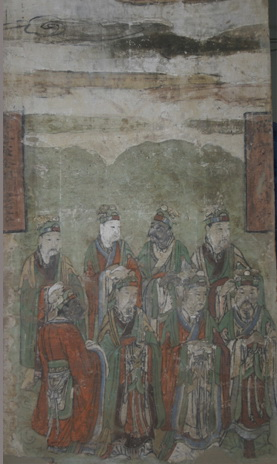
馆藏明代壁画《众神图》

## 陈列
晋城博物馆原有基本陈列“太行魂――晋城古代文明陈列”，分为历史撷英、长平之战、出土侍俑三个部分。“太行魂――晋城古代文明陈列”是晋城博物馆的第一个展览，荣获了第六届（2003－2004年度）全国博物馆十大陈列展览精品奖。由于多年闭馆，晋城博物馆一度只能在外办临时流动展览。